# Sainte-Marie-aux-Mines
Sainte-Marie-aux-Mines – miejscowość i gmina we Francji, w regionie Grand Est, w departamencie Górny Ren.
Według danych na rok 1990 gminę zamieszkiwało 5767 osób, a gęstość zaludnienia wynosiła 128 osób/km² (wśród 903 gmin Alzacji Sainte-Marie-aux-Mines plasuje się na 34. miejscu pod względem liczby ludności, natomiast pod względem powierzchni na miejscu 7.).
31 stycznia 1945 w tej miejscowości został rozstrzelany amerykański dezerter Eddie Slovik.